# Pierre-Perthuis
Pierre-Perthuis é uma comuna francesa na região administrativa de Borgonha-Franco-Condado, no departamento de Yonne. Estende-se por uma área de 7 km². Em 2010 a comuna tinha 118 habitantes (densidade: 16,9 hab./km²).